# Südheide (Gemeinde)
Südheide ist eine niedersächsische Gemeinde im Landkreis Celle, die zum 1. Januar 2015 aus den Gemeinden Hermannsburg und Unterlüß gebildet wurde. Der Name leitet sich von der Südheide ab, dem zur Aller entwässernden Südwestteil der Lüneburger Heide.

## Geographie

### Geografische Lage
Südheide liegt im Norden des Landkreises Celle im nördlichen Teil des Naturparks Südheide. Die beiden Hauptorte Hermannsburg im Westen und Unterlüß im Osten weisen zueinander eine Distanz von 16,5 km auf (Verbindungsstraße K17). Hermannsburg liegt ca. 28,7 km nördlich von Celle und 30,7 km südöstlich von Soltau, Unterlüß ca. 29,2 km südwestlich von Uelzen (jeweils Straßenstrecken zwischen Ortsmitten). Die Gemeindegebiete von Uelzen und Soltau reichen jeweils bis auf etwa 8 km an das Gemeindegebiet von Südheide heran. Das Gemeindegebiet von Celle reicht bis auf etwa 1 km an das Gemeindegebiet von Südheide heran.
Südheide liegt auf dem Lüß und dabei sowohl auf dem tieferen Gebiet des Urstromtals der Örtze (Hermannsburg und umliegende Orte) als auch den nach Lutterloh und dann Unterlüß hin ansteigenden Gebieten des Lüßplateaus, im Gebiet des Lüßwaldes und dessen angrenzenden Wald- und Heideflächen.

### Gemeindegliederung
Ortschaften der Gemeinde Südheide sind: Baven, Beckedorf, Bonstorf, Hermannsburg, Lutterloh, Oldendorf, Unterlüß und Weesen. Zu diesen Ortschaften zugehörig sind: Altensothrieth, Barmbostel, Hetendorf, Lünsholz (Forsthaus), Neuensothrieth (Forsthaus), Neu-Lutterloh (eine Bauernsiedlung, gegründet 1955), Neuschröderhof, Schafstall (Forsthaus), Schröderhof, Siedenholz (früher Forsthaus, heute Jugendwaldheim) und Theerhof.

### Nachbargemeinden
Im Uhrzeigersinn von Norden ausgehend grenzt Südheide an Faßberg, der nördlichsten Gemeinde des Landkreises Celle, je zweimal im Wechsel an Eimke und Suderburg in der Samtgemeinde Suderburg im Landkreis Uelzen, an Eschede und Bergen im Landkreis Celle und Wietzendorf im Heidekreis.

## Geschichte
Anlass für die Gemeindefusion war der Bevölkerungsschwund in der Region sowie die unterdurchschnittlichen Steuereinnahmen der Gemeinden, weswegen immer höhere Schulden drohten. Durch einen Entschuldungshilfevertrag mit dem Land Niedersachsen werden 75 % der Liquiditätskredite vom Land übernommen. Außerdem erhält die neue Gemeinde wegen höherer Einwohnerzahl stärkere finanzielle Zuweisungen und muss für einen begrenzten Zeitraum nur eine verminderte Kreisumlage zahlen.
Ursprünglich sollte Südheide aus den drei Gemeinden Faßberg, Hermannsburg und Unterlüß gegründet werden, doch Faßberg stieg Anfang Juli 2012 aus den Fusionsgesprächen aus.

## Politik

### Gemeinderat
Der Gemeinderat der Gemeinde Südheide setzt sich aus 28 Ratsfrauen und Ratsherren zusammen. Dies ist die gemäß § 46 NKomVG festgelegte Anzahl für eine Gemeinde mit einer Einwohnerzahl zwischen 11.001 und 12.000 . Die Ratsmitglieder werden durch eine Kommunalwahl für jeweils fünf Jahre gewählt. Stimmberechtigt im Rat ist außerdem die hauptamtliche Bürgermeisterin.
Bei der Kommunalwahl 2021 ergab sich folgende Sitzverteilung:
| Gemeinderat 2021Insgesamt 28 Sitze - SPD: 6 - Grüne: 4 - WAS: 2 - FDP: 3 - CDU: 12 - AfD: 1 |

Die vorherigen Kommunalwahlen ergaben die folgenden Sitzverteilungen und Ergebnisse:
| Kommunalwahl | CDU         | SPD        | Grüne      | FDP       | WAS 1     | AfD       | Linke     | Gesamt   |
| ------------ | ----------- | ---------- | ---------- | --------- | --------- | --------- | --------- | -------- |
| 2021         | 12 (42,5 %) | 6 (20,6 %) | 4 (14,9 %) | 3 (9,9 %) | 2 (7,4 %) | 1 (4,8 %) | –         | 28 Sitze |
| 2014         | 15 (54,2 %) | 7 (24,4 %) | 2 (9,0 %)  | 2 (5,8 %) | –         | 1 (4,8 %) | 1 (1,9 %) | 28 Sitze |

### Ortsräte
Ortsräte werden für die Ortschaften Baven, Beckedorf, Bonstorf, Hermannsburg, Lutterloh, Oldendorf, Unterlüß und Weesen gebildet.

### Bürgermeister
Vom 1. Januar 2015 bis 30. September 2020 war Axel Flader (CDU) der hauptamtliche Bürgermeister der Gemeinde Südheide. Bei der Bürgermeisterwahl am 2. November 2014 wurde er ohne Gegenkandidaten mit 84,4 % der Stimmen gewählt. Die Wahlbeteiligung lag bei 50,2 %. Flader war zuvor Bürgermeister der Gemeinde Hermannsburg. Zum 1. Oktober 2020 hat Flader das Amt des Sozialdezernenten des Landkreises Celle angetreten. Aus diesem Grund hat er das Bürgermeisteramt freiwillig niedergelegt. Im Februar 2021 wurde Katharina Ebeling als neue Bürgermeisterin der Gemeinde Südheide gewählt. Sie war die einzige Kandidatin die sich zur Wahl stellte.

### Wappen
Blasonierung: Gespalten von Gold und Blau, links an schwarzem Querstab hängend eine dreiwimplige Fahne, darüber eine schwarze Weltkugel mit aufgesetztem Kreuz; rechts ein silbernes (weißes) Kammrad, darunter ein beflügeltes goldenes Schienenrad.
Die dreiteilige „Kirchenfahne“ ist als Symbol der heiligen Dreifaltigkeit anzusehen. Die Weltkugel mit dem Kirchenkreuz soll die Bedeutung des Ortes Hermannsburg als Zentrum einer weltweiten Mission veranschaulichen (dieser Teil des Wappens wurde dem Wappen der Gemeinde Hermannsburg entnommen).
Das Kammrad steht für die industrielle Entwicklung, das Flügelrad für den Zusammenhang der Entstehung des Ortes Unterlüß mit dem Bau der Bahnstrecke Hannover Hamburg (dieser Teil des Wappens wurde dem Wappen der Gemeinde Unterlüß entnommen).

### Städtepartnerschaft
Die Gemeinde Südheide ist mit der französischen Gemeinde Auterive partnerschaftlich verbunden. Sie übernahm damit die Partnerschaft, die 1979 zwischen der damals selbständigen Gemeinde Hermannsburg – heute Ortsteil von Südheide – und Auterive geschlossen worden war.

## Persönlichkeiten
- Heinrich Cohrs, Landschaftsmaler
- Georg Haccius, Theologe
- Ludwig Harms, Theologe
- Theodor Harms, Theologe
- Heinrich Lange (* 1955), Vizeadmiral a. D.
- Kirsten Lühmann (* 1964), ehemalige Bundestagsabgeordnete
- Theodor Werner, Pfarrer
- Jens-Christoph Brockmann (* 1987), Politiker, Landtagsabgeordneter

Siehe auch die Listen der Persönlichkeiten in den Ortschaften:
- Hermannsburg#Persönlichkeiten
- Lutterloh#Persönlichkeiten
- Unterlüß#Persönlichkeiten